# Led Zeppelin European Tour 1973
Led Zeppelin European Tour 1973 – ostatnia europejska trasa koncertowa Led Zeppelin, która odbyła się w 1973 r. Trwała od 2 marca do 2 kwietnia.

## Typowy program koncertów
1. „Rock and Roll” (Page, Plant, Jones, Bonham)
2. „Over the Hills and Far Away” (Page, Plant)
3. „Black Dog” (Page, Plant, Jones)
4. „Misty Mountain Hop” (Jones, Page, Plant)
5. „Since I’ve Been Loving You” (Page, Plant, Jones)
6. „Dancing Days” (Page, Plant)
7. „Bron-Yr-Aur Stomp” (Page, Plant, Jones)
8. „The Song Remains the Same” (Page, Plant)
9. „The Rain Song” (Page, Plant)
10. „Dazed and Confused” (Page)
11. „Stairway To Heaven” (Page, Plant)
12. „Whole Lotta Love” (Bonham, Dixon, Jones, Page, Plant)

Bisy:
1. „Heartbreaker” (Bonham, Jones, Page)
2. „The Ocean” (Bonham, Jones, Page, Plant)
3. „What Is And What Should Never Be” (Page, Plant) (tylko 11 marca)

## Lista koncertów
1. 2 marca 1973 – Kopenhaga, Dania – K.B. Hallen
2. 4 marca 1973 – Göteborg, Szwecja – Scandinavium
3. 6 marca 1973 – Sztokholm, Szwecja – Kungliga tennishallen
4. 7 marca 1973 – Sztokholm, Szwecja - Kungliga tennishallen
5. 10 marca 1973 – Oslo, Norwegia – nieznane miejsce koncertu
6. 11 marca 1973 – Rotterdam, Holandia – nieznane miejsce koncertu
7. 12 marca 1973 – Bruksela, Belgia – nieznane miejsce koncertu
8. 13 marca 1973 – Norymberga, Niemcy – Wiener Messehalle
9. 16 marca 1973 – Wiedeń, Austria – Stadthalle
10. 17 marca 1973 – Monachium, Niemcy – Olympiahalle
11. 19 marca 1973 – Berlin, Niemcy – Deutschlandhalle
12. 21 marca 1973 – Hamburg, Niemcy - Musikhalle
13. 22 marca 1973 – Essen, Niemcy – Grugahalle
14. 23 marca 1973 – Kolonia, Niemcy - nieznane miejsce koncertu
15. 24 marca 1973 – Offenburg, Niemcy – Ortenauhalle
16. 26 marca 1973 – Lyon, Francja – Palais des Sports
17. 27 marca 1973 – Nancy, Francja - Parc des Expositions
18. 29 marca 1973 – Marsylia, Francja - nieznane miejsce koncertu (odwołany)
19. 31 marca 1973 – Lille, Francja - nieznane miejsce koncertu (odwołany)
20. 1 kwietnia 1973 – Saint-Ouen, Francja - Palais des Sports
21. 2 kwietnia 1973 – Saint-Ouen, Francja - Palais des Sports